# Marathon de Berlin 2018
Navigation
Édition précédente Édition suivante

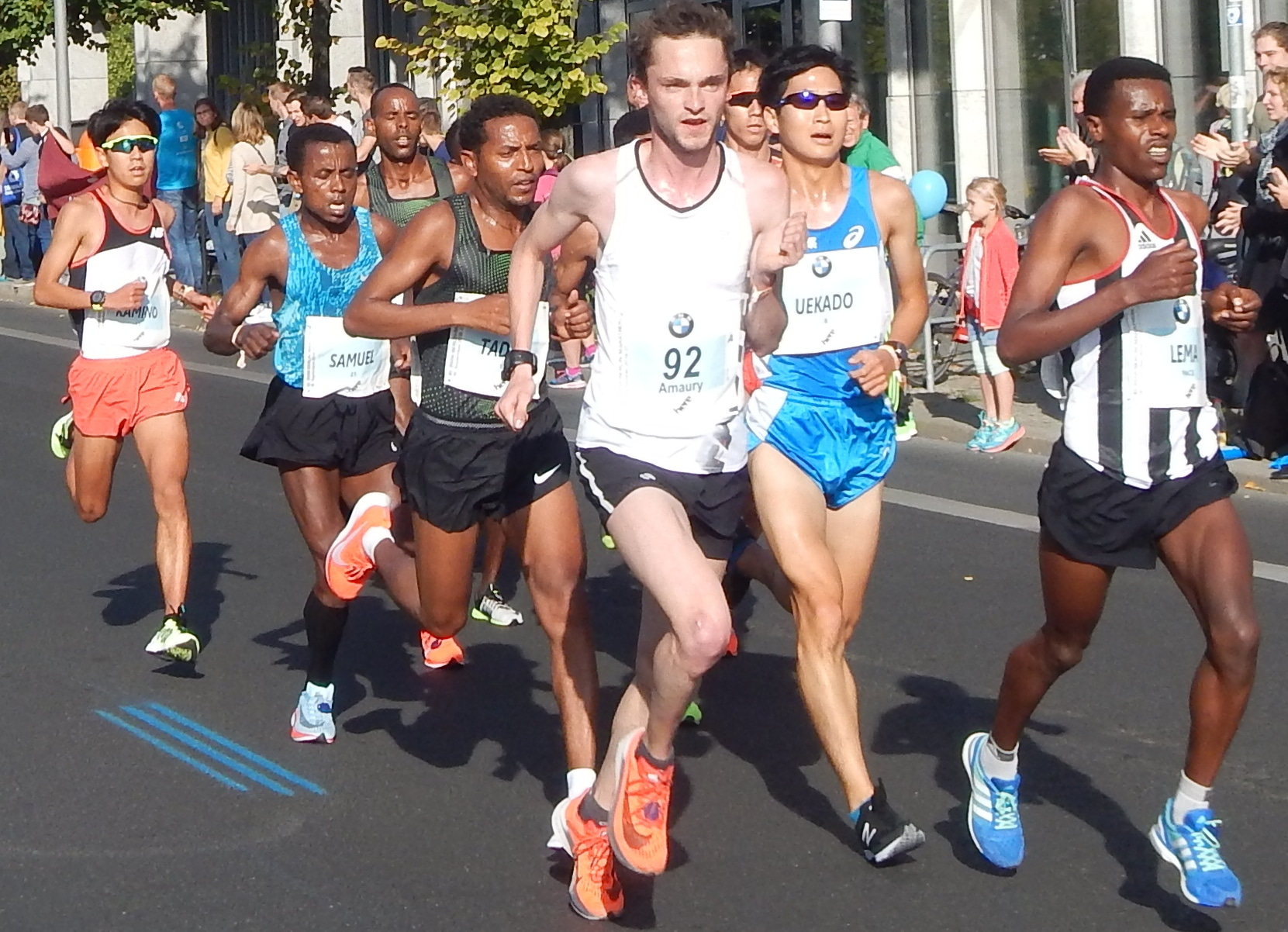
Le marathon de Berlin 2018

Le Marathon de Berlin 2018 est la 45e édition du Marathon de Berlin, en Allemagne, qui a lieu le dimanche 16 septembre 2018.

## Faits marquants
- Le Kényan Eliud Kipchoge établit le nouveau record masculin du marathon en 2 h 1 min 39 s. Il abaisse la marque établie par son compatriote Dennis Kimetto lors de l'édition 2014.
- La Kényane Gladys Cherono, en réalisant un chrono de 2 h 18 min 11 s, améliore le précédant record du parcours établi en 2005 par la Japonaise Mizuki Noguchi.

## Résultats

### Hommes
| Rang | Athlète                     | Nationalité      | Temps        |
| ---- | --------------------------- | ---------------- | ------------ |
|      | Eliud Kipchoge              | Kenya            | 2:01:39 (WR) |
|      | Amos Kipruto                | Kenya            | 2:06:23      |
|      | Wilson Kipsang              | Kenya            | 2:06:48      |
| 4    | Shogo Nakamura              | Japon            | 2:08:16      |
| 5    | Zersenay Tadese             | Érythrée         | 2:08:46      |
| 6    | Yuki Sato                   | Japon            | 2:09:18      |
| 7    | Okubay Tsegay               | Érythrée         | 2:09:56      |
| 8    | Daisuke Uekado              | Japon            | 2:11:07      |
| 9    | Willy Canchanya             | Pérou            | 2:12:57      |
| 10   | Bart van Nunen              | Pays-Bas         | 2:13:09      |
| 11   | Wellington Da Silva         | Brésil           | 2:13:43      |
| 12   | Vagner Da Silva Noronha     | Brésil           | 2:14:57      |
| 13   | Fernando Cabada             | États-Unis       | 2:15:00      |
| 14   | Nick van Peborgh            | Belgique         | 2:15:04      |
| 15   | Thomas De Bock              | Belgique         | 2:15:19      |
| 16   | Kenta Murayama              | Japon            | 2:15:37      |
| 17   | Brendan Martin              | États-Unis       | 2:16:26      |
| 18   | Malcolm Hicks               | Nouvelle-Zélande | 2:16:28      |
| 19   | Paul Martelletti            | Nouvelle-Zélande | 2:16:39      |
| 20   | Julian Spence               | Australie        | 2:17:29      |
| 21   | Luis Alberto Orta           | Venezuela        | 2:17:48      |
| 22   | Gary O'Hanlon               | Irlande          | 2:19:06      |
| 23   | Gerd Devos                  | Belgique         | 2:19:14      |
| 24   | Berihun Wuve                | Israël           | 2:19:45      |
| 25   | Brady Threlfall             | Australie        | 2:19:53      |
| 26   | Valentin Harwardt           | Allemagne        | 2:19:54      |
| 27   | Antonio L Cardona Rodriguez | Porto Rico       | 2:20:18      |
| 28   | Jeffrey Seelaus             | États-Unis       | 2:20:52      |
| 29   | Ruben Sanca                 | Cap-Vert         | 2:21:01      |
| 30   | Dirk Hübner                 | Allemagne        | 2:21:01      |

### Femmes
| Rang | Athlète            | Nationalité | Temps   |
| ---- | ------------------ | ----------- | ------- |
|      | Gladys Cherono     | Kenya       | 2:18:11 |
|      | Ruti Aga           | Éthiopie    | 2:18:34 |
|      | Tirunesh Dibaba    | Éthiopie    | 2:18:55 |
| 4    | Edna Kiplagat      | Kenya       | 2:21:18 |
| 5    | Mizuki Matsuda     | Japon       | 2:22:23 |
| 6    | Helen Tola         | Éthiopie    | 2:22:48 |
| 7    | Honami Maeda       | Japon       | 2:25:23 |
| 8    | Carla Salomé Rocha | Portugal    | 2:25:27 |
| 9    | Miyuki Uehara      | Japon       | 2:25:46 |
| 10   | Rei Ohara          | Japon       | 2:27:29 |
| 11   | Rachel Cliff       | Canada      | 2:28:53 |
| 12   | Lyndsay Tessier    | Canada      | 2:30:47 |
| 13   | Ines Melchor       | Pérou       | 2:32:09 |
| 14   | Andrea Deelstra    | Pays-Bas    | 2:32:41 |
| 15   | Dawn Grunnagle     | États-Unis  | 2:34:56 |
| 16   | Emma Spencer       | États-Unis  | 2:37:05 |
| 17   | Cristina Jordan    | Espagne     | 2:37:14 |
| 18   | Teresa Montrone    | Italie      | 2:37:35 |
| 19   | Caitlin Phillips   | États-Unis  | 2:37:48 |
| 20   | Matea Parlov       | Croatie     | 2:38:05 |
| 21   | Arianne Raby       | Canada      | 2:39:37 |
| 22   | Catherine Watkins  | Canada      | 2:40:11 |
| 23   | Alexandra Cadicamo | États-Unis  | 2:40:37 |
| 24   | Tomomi Sawahata    | Japon       | 2:40:50 |
| 25   | Stephanie Davis    | Royaume-Uni | 2:41:16 |
| 26   | Séverine Hamel     | France      | 2:41:34 |
| 27   | Amanda Nurse       | États-Unis  | 2:41:48 |
| 28   | Rachel Hannah      | Canada      | 2:42:57 |
| 29   | Sarah Klein        | Australie   | 2:43:29 |
| 30   | Marie Zanderson    | États-Unis  | 2:44:27 |